# Уздечковый астрильд
Уздечковый астрильд (лат. Estrilda rhodopyga) — птица семейства вьюрковых ткачиков отряда воробьинообразных.

## Внешний вид
Длина тела около 11 см. Существует три географические формы, незначительно отличающиеся окраской оперения. Самой распространённой считается северная форма. Самка этой формы отличается от самца светло-жёлто-коричневыми щеками и горлом, которые у самца имеют белый цвет. У самца верх головы и остальная верхняя часть тела серо-коричневые с тонкими коричневыми поперечными полосами. Маховые и первостепенные кроющие крыла на внешней части опахала имеют красную канву. Уздечка и полоска, проходящая через глаз, тёмно-коричневого цвета. Щёки и горло белые, остальная нижняя часть тела светло-жёлтая с тонкими коричневыми поперечными полосами, которые распространяются и на светло-коричневые нижние кроющие хвоста. Рулевые черноватые с красной каймой на концах. Кромки клюва и основание подклювья красные, радужка коричневая.
У птиц второй (центральной) формы оперение несколько светлее. Птицы южной формы представляют собой что-то среднее между северной и центральной формами.

## Распространение
Птицы северной формы обитают от центральных районов Судана на восток до Эритреи и от северных районов Эфиопии на юг до озера Абая. Птицы центральной формы распространены в Руанде, Бурунди, на большей территории Кении и в северных районах Танзании.

## Образ жизни
Населяют травянистые и сухие кустарниковые степи, встречаются на побережьях рек, в парках и садах. Держатся обычно парами, лишь в межгнездовой период собираются в маленькие стайки или присоединяются к другим видам.
Песня самца незатейливая, при перелётах издаёт беспрерывно «пийдьир-пидипидьир». Их призывные и предупредительные сигналы мало разнятся и представляют собой звуки; «тьюр», тьяк" или «тсетсе».

## Размножение
Гнёзда шарообразные с боковым летком (50—60 см в диам.). Строительным материалом служат листья тростника, сухая трава и растительные волокна. С охотой селятся в опустевших гнёздах других видов астрильдовых. Самка откладывает 4—6 белых яиц. Насиживание, в котором принимают участие оба родителя, длится 12 дней. У вылупившихся птенцов розовая кожа, покрытая редким тонким серым пухом.

## Содержание
Впервые в Европу желтобрюхие астрильды были завезены в 1917 году.

## Подвиды
Выделяют два подвида:
- Estrilda rhodopyga rhodopyga Sundevall, 1850
- Estrilda rhodopyga centralis Kothe, 1911